# یاسر باغراب
یاسر باغراب (انگلیسی: Yaser Bagharab؛ زادهٔ ۱ ژانویه ۱۹۹۸) دونده دو استقامت یمنی‌تبار اهل قطر است.
وی در مسابقات کشوری و بین‌المللی در مجموع برندهٔ ۵ مدال نقره شده‌است.